# Bartini Stal-6
Il Bartini Stal-6 (dal russo, acciaio), a volte citato anche solo come Stal-6, fu un velivolo sperimentale ad alta velocità, costruito tra le due guerre mondiali in URSS; la parte metallica della sua struttura era realizzata interamente in acciaio.

## Caratteristiche
Lo Stal-6 era un monoplano ad ala bassa e, pur rappresentando un progetto di aereo da caccia era privo di armamento.
Il velivolo era costruito in acciaio, lamiera e pannelli di compensato; il telaio era in tubi di acciaio al cromo-molibdeno saldati tra loro. Il motore era un 12 cilindri a V Curtiss V-1570 Conqueror capace di erogare la potenza di 680 hp. La caratteristica del velivolo era la mancanza di un radiatore di raffreddamento del motore, sostituito da un sistema di rivestimento del motore a camicia in lamiera a doppio strato al fine di migliorare l'aerodinamica complessiva del velivolo. Il sistema di raffreddamento ad intercapedine sfruttava l'evaporazione dell'acqua, sostituita successivamente durante i collaudi con una miscela di glicole etilenico.
Altra caratteristica innovativa era la posizione del pilota che risultava letteralmente immerso nella carlinga senza sporgere in alcun modo e quindi evitando di disturbare l'aerodinamica complessiva del velivolo, ma compromettendo la visibilità in modo notevole. Per poter avere una sufficiente visibilità, solamente ad una velocità non superiore ad 100–120 km/h, durante il decollo e l'atterraggio il pilota si poteva sollevare con l'intero sedile grazie ad un sistema manuale a verricello, tanto da permettergli di sporgere la testa dal profilo della fusoliera.
Altra caratteristica peculiare era la presenza di una sola ruota, retrattile nella fusoliera, come carrello di atterraggio insieme a tre pattini, di cui due posti all'estremità delle ali e il terzo come di solito in coda.
L'insieme di questa caratteristiche decisamente innovative per l'epoca permisero ai collaudatori di raggiungere la velocità record di circa 420 km/h.

## Versione successiva
Una evoluzione del progetto di Bartini fu lo Stal-8 che, seppur più grande del precedente, ne riprendeva lo schema con alcune modifiche, introducendo l'armamento costituito da due mitragliatrici sincronizzate ShKAS di 7,62 millimetri; il motore era il Klimov M-100, versione prodotta localmente, su licenza, dell'Hispano-Suiza 12Y. 
Il posto del pilota veniva ampliato consentendogli una maggiore visibilità.
I serbatoi da 175 litri erano racchiusi nel centro delle ali tra i due longheroni. Per la prima volta in URSS si usò per questo aereo la tecnica della saldatura a punti.
Secondo i test effettuati in galleria del vento questo velivolo avrebbe potuto raggiungere la  velocità di 630 km/h a 3 000 m, avere una quota operativa massima di 9 000 m ed un peso al decollo di circa a 1 600 kg.
Il progetto fu interrotto, quando ormai era completo al 60%, perché prevalse l'idea che il sistema di raffreddamento fosse troppo vulnerabile in combattimento con il nemico.